# ミス・インターナショナル
ミス・インターナショナル・コンテスト（Miss International、THE INTERNATIONAL BEAUTY PAGEANT）とは、国際的なミス・コンテストである。ミス・ワールド、ミス・ユニバース、ミス・アースを加えて世界四大ミスコンテストと呼ぶこともある。
児島明子が優勝した1959年までアメリカ合衆国のロングビーチで開催されていたミス・ユニバースがマイアミビーチに開催地を移した後、“美を競う”だけでなく、女性による国際社会への貢献を目指そうとする世界のミスたちが集結し、「平和と美の親善大使」として集い、交流を深めることを目的としてロングビーチで開催されることとなった。その後1966年は財政事情から中止されるなど、ロングビーチで開けなくなったコンテストは1968年から日本で開催されるようになった。ただし、1971年大会はロングビーチで開催され、2004年、2006年、2008年から2011年までは中華人民共和国で開催された。ミス・ユニバースとともに「美のオリンピック」とも言われる。

## 国際文化協会
一般社団法人国際文化協会はミス・インターナショナルの主催者として、ミス・インターナショナル世界大会の開催、ミス・インターナショナル日本代表選出大会の開催を管轄している。
2012年まではミス・ワールド日本代表も管轄していたため、同協会が主催や後援をするイベントにおいては、ミス・インターナショナルや日本代表がミス・ワールドの日本代表と一緒に出席する場合もあった。

## テレビ放送
世界大会が日本で開催されるようになってから、1984年まではフジテレビ系列で、1985年から2008年まではテレビ東京系列で放送されていた（生放送は例外的であり、多くは録画放送であった）。初期は田宮二郎や高島忠夫、E・H・エリックが司会を務めたが、特に評価が高く長く続いた司会者は岡田眞澄であった。中国の成都市で開催された2009年大会はBS朝日で、2011年大会はBS11で、いずれも翌年の1月に録画放送された。
2014年1月11日には地上波のTBS系列で、藤原紀香のリポートで2013年のミス達の素顔を伝える番組が放送され、翌日にはBS-TBSでも放送された。TBSは2014年の世界大会も地上波で録画放送を行ったが、2015年、2016年はBSのみの放送となった。

## 応募資格
満17歳～30歳の、未婚女性（ただし、海外各国での資格年齢が異なっている）

## 現在の表彰項目
- ミス・フォトジェニック（2008年マカオ開催からステージに、そののち5年ぶりに記者発表後決定が復活し同年にはそののちにステージでも発表）
- ミス・パーフェクトボディ（2014年～、｢ミス・フォトジェニック」から改名）
- ミス・ナショナルコスプレ（2006年中国大会のみ）
- ミス・ベストランゲージ（2006年中国大会のみ）
- ミス・フレンドシップ（2014年に廃止）
- ミス・グッドウィル（2006年日本開催での民族衣装審査&2010年四川でファイナルステージ）
- ミス・フォトジェニックチャイナ
- ミス・ベストスタイル
- ミス・ベストグリーン
- メッセンジャーオブグッドウィル
- メッセンジャーオブキャリング
- メッセンジャーオブインテリジェンス
- ミス・ベストティーチャー
- ミス・ベストメイクアップ
- ミス・ベストラグジュワリー（以上中国北京のみ10種目）
- ミス・ナチュラル・ビューティー（2008年マカオ開催のみその他一部3部門もステージで）
- ミス・インターネット（2009年のみ「ミス・インターネット・ビューティー」及び「ミス・モバイル・ビューティー」、2014年に廃止）
- ミス・ガーデン（2010年のみ）
- ミス・アクティブ（2010年・11年）
- ミス・エクスプレッシヴ（2010年のみ）
- ミス・スティチュー（2011年）
- ミス・エレガンス（2010年、2011年）
- ミス・スタイル（2011年のみ）
- ミス・パンダエンジェル（2011年のみ）
- ミス・エクスプレス（2011年のみ）
- ミス・タレント（2011・12年）
- ミス・ジョイセフ（2012年のみ）
- ミス・ベストドレッサー（2014年から）
- 五大陸賞（2015年から「ミス・インターナショナルアジア｣、｢ミス・インターナショナルヨーロッパ｣、｢ミス・インターナショナルアメリカ｣、｢ミス・インターナショナルアフリ｣、｢ミス・インターナショナルオセアニア｣）

以下の特別賞は日本代表選考会のみ
- ミス・WEBジェニック（2001年-2013年、2015年。2017年度に復帰）
- 湘南美容外科クリニック賞（2015年のみ）
- ミスパリダイエットセンターヘルシーボディ賞（2016年のみ）
- パーフェクトボディー賞（2017年のみ）
- ビューティースキン賞（同上）
- ハッピースマイル賞（同上）

ここまでは特別賞
※ここからは最終選考後となる。2009年ステージで選考前、2010年には水着審査、ドレス審査以後にも特別賞が発表される。
- ミス・インターナショナル・グランプリ
- ミス・インターナショナル・第2位
- ミス・インターナショナル・第3位
- ミス・インターナショナル・第4位（1975年&2012年沖縄、2008年マカオ、2011年四川開催など）
- ミス・インターナショナル・第5位（同上）

## 歴代優勝者
| 年                                                   | ミス・インターナショナル                 | 国               | 会場                                              |
| ---------------------------------------------------- | ---------------------------------------- | ---------------- | ------------------------------------------------- |
| 1960                                                 | Maria Stella Márquez Zawadzky            | コロンビア       | アメリカ合衆国 - ロングビーチ                     |
| 1961                                                 | Stam van Baer                            | オランダ         | アメリカ合衆国 - ロングビーチ                     |
| 1962                                                 | Tania Verstak                            | オーストラリア   | アメリカ合衆国 - ロングビーチ                     |
| 1963                                                 | Guðrún Bjarnadóttir                      | アイスランド     | アメリカ合衆国 - ロングビーチ                     |
| 1964                                                 | Gemma Teresa Guerrero Cruz               | フィリピン       | アメリカ合衆国 - ロングビーチ                     |
| 1965                                                 | イングリート・フィンガー                 | ドイツ           | アメリカ合衆国 - ロングビーチ                     |
| 1967                                                 | Mirta Teresita Massa                     | アルゼンチン     | アメリカ合衆国 - ロングビーチ                     |
| 1968                                                 | Maria da Gloria Carvalho                 | ブラジル         | 日本・東京都 - 日本武道館                         |
| 1969                                                 | Valerie Susan Holmes                     | イングランド     | 日本・東京都 - 日本武道館                         |
| 1970                                                 | オーロラ・ピジュアン                     | フィリピン       | 日本・大阪府 - 大阪万博                           |
| 1971                                                 | Jane Cheryl Hansen                       | ニュージーランド | アメリカ合衆国 - ロングビーチ                     |
| 1972                                                 | Linda Hooks                              | イングランド     | 日本・東京都 - 日本武道館                         |
| 1973                                                 | ツーラ・アネリ・ブジョクリング           | フィンランド     | 日本・大阪府 - メルパルク大阪                     |
| 1974                                                 | ブルースン・スミス                       | アメリカ合衆国   | 日本・東京都 - 日本武道館                         |
| 1975                                                 | Ladija Vera Manic                        | ユーゴスラビア   | 日本・沖縄県 - 沖縄海洋博                         |
| 1976                                                 | Sophie Sonia Perin                       | フランス         | 日本・東京都 - 帝国劇場                           |
| 1977                                                 | Pilar Medina Canadell                    | スペイン         | 日本・東京都 - 帝国劇場                           |
| 1978                                                 | Katherine Patricia Ruth                  | アメリカ合衆国   | 日本・東京都 - 東京郵便貯金会館                   |
| 1979                                                 | Mimilanie Laurel Marquez                 | フィリピン       | 日本・東京都 - 東京郵便貯金会館                   |
| 1980                                                 | Lorna Marlene Chavez                     | コスタリカ       | 日本・東京都 - 東京郵便貯金会館                   |
| 1981                                                 | Jenny Annette Derck                      | オーストラリア   | 日本・兵庫県 - ポートピア                         |
| 1982                                                 | Christie Ellen Claridge                  | アメリカ合衆国   | 日本・福岡県 - 福岡サンパレス                     |
| 1983                                                 | Gidget Sandoval                          | コスタリカ       | 日本・大阪府 - 大阪市フェスティバルホール         |
| 1984                                                 | Ilma Julieta Urrutia Chang               | グアテマラ       | 日本・神奈川県 - 神奈川県民ホール                 |
| 1985                                                 | Alejandrina "Nina" Sicilia Hernandez     | ベネズエラ       | 日本・茨城県 - エキスポプラザ（つくば科学博会場） |
| 1986                                                 | ヘレン・フェアブラザー                   | イングランド     | 日本・長崎県 - 長崎オランダ村                     |
| 1987                                                 | Laurie Tamara Simpson                    | プエルトリコ     | 日本・東京都 - 日本青年館                         |
| 1988                                                 | Catherine Alexandra Gude                 | ノルウェー       | 日本・岐阜県 - 中部未来博                         |
| 1989                                                 | Iris Klein                               | ドイツ           | 日本・石川県 - 金沢市観光会館                     |
| 1990                                                 | Silvia de Esteban Niubo                  | スペイン         | 日本・大阪府 - 花博                               |
| 1991                                                 | アグニスカ・コトラスカ                   | ポーランド       | 日本・東京都 - 東京厚生年金会館                   |
| 1992                                                 | カースティン・マリーズ・ダビソン         | オーストラリア   | 日本・長崎県 - ハウステンボス                     |
| 1993                                                 | アグニスカ・パハウコ                     | ポーランド       | 日本・東京都 - 日本青年館                         |
| 1994                                                 | クリスティナ・レッカ                     | ギリシャ         | 日本・三重県 - 三重県営サンアリーナ               |
| 1995                                                 | アンネ・レーナ・ハンセン                 | ノルウェー       | 日本・東京都 - 日本青年館                         |
| 1996                                                 | フェルナンダ・アルベス                   | ポルトガル       | 日本・石川県 - 金沢市観光会館                     |
| 1997                                                 | コンスエロ・アドレール                   | ベネズエラ       | 日本・京都府 - 京都会館                           |
| 1998                                                 | リア・ビクトリア・ボレロ                 | パナマ           | 日本・東京都 - 東京厚生年金会館                   |
| 1999                                                 | パウリナ・ガルベス                       | コロンビア       | 日本・東京都 - ゆうぽうと                         |
| 2000                                                 | ビビアン・イネス・ウルダネタ・リンコン   | ベネズエラ       | 日本・東京都 - 東京厚生年金会館                   |
| 2001                                                 | マルゴーサタ・ ロズニエッカ              | ポーランド       | 日本・東京都 - 中野サンプラザ                     |
| 2002                                                 | クリスティナ・サワヤ                     | レバノン         | 日本・東京都 - センチュリーハイアット             |
| 2003                                                 | ゴイセデル・アスーア                     | ベネズエラ       | 日本・東京都 - 都ホテル東京                       |
| 2004                                                 | ヘイミー・パオラ・バルガス               | コロンビア       | 中国・北京市 - 北京工人体育館                     |
| 2005                                                 | プレシャス・ララ・キガマン               | フィリピン       | 日本・東京都 - 東京厚生年金会館                   |
| 2006                                                 | ダニエラ・ディ・ジャコモ                 | ベネズエラ       | 中国・北京市 - 北京展覧館                         |
| 2007                                                 | プリシラ・ペラレス                       | メキシコ         | 日本・東京都 - ザ・プリンスパークタワー           |
| 2008                                                 | アレハンドラ・アンドレウ                 | スペイン         | 中国・マカオ - ザ・ベネチアン・マカオ             |
| 2009                                                 | アナガブリエラ・エスピノサ               | メキシコ         | 中国・四川省 - 成都市・四川国際テニスセンター     |
| 2010                                                 | エリザベス・モスケラ                     | ベネズエラ       | 中国・四川省 - 成都市・四川省体育館               |
| 2011                                                 | マリア・フェルナンダ・コルネホ           | エクアドル       | 中国・四川省 - 成都市・四川国際テニスセンター     |
| 2012                                                 | 吉松育美                                 | 日本             | 日本・沖縄県 - 沖縄県立武道館                     |
| 2013                                                 | ベア・ローズ・サンチャゴ                 | フィリピン       | 日本・東京都 - 品川プリンスホテル                 |
| 2014                                                 | バレリー・エルナンデス                   | プエルトリコ     | 日本・東京都 - グランドプリンスホテル新高輪・飛天 |
| 2015                                                 | エディマー・マーティンズ                 | ベネズエラ       | 日本・東京都 - グランドプリンスホテル新高輪・飛天 |
| 2016                                                 | カイリー・バーゾサ                       | フィリピン       | 日本・東京都 - TOKYO DOME CITY HALL               |
| 2017                                                 | ケビン・リリアナ                         | インドネシア     | 日本・東京都 - TOKYO DOME CITY HALL               |
| 2018                                                 | マリエム・クラレット・ベラスコ・ガルシア | ベネズエラ       | 日本・東京都 - TOKYO DOME CITY HALL               |
| 2019                                                 | スィリートン・リアラワット               | タイ             | 日本・東京都 - TOKYO DOME CITY HALL               |
| 2020・2021年度は新型コロナウィルスのため世界大会中止 |                                          |                  |                                                   |
| 2022                                                 | ジャスミン・セルバーグ                   | ドイツ           | 日本・東京都 - TOKYO DOME CITY HALL               |
| 2023                                                 | アンドレア・ルビオ                       | ベネズエラ       | 日本・東京都 - 国立代々木競技場第二体育館         |
| 2024                                                 | フイン・ティ・タン・トゥイ               | ベトナム         | 日本・東京都 - TOKYO DOME CITY HALL               |

## 近年のミス・インターナショナル

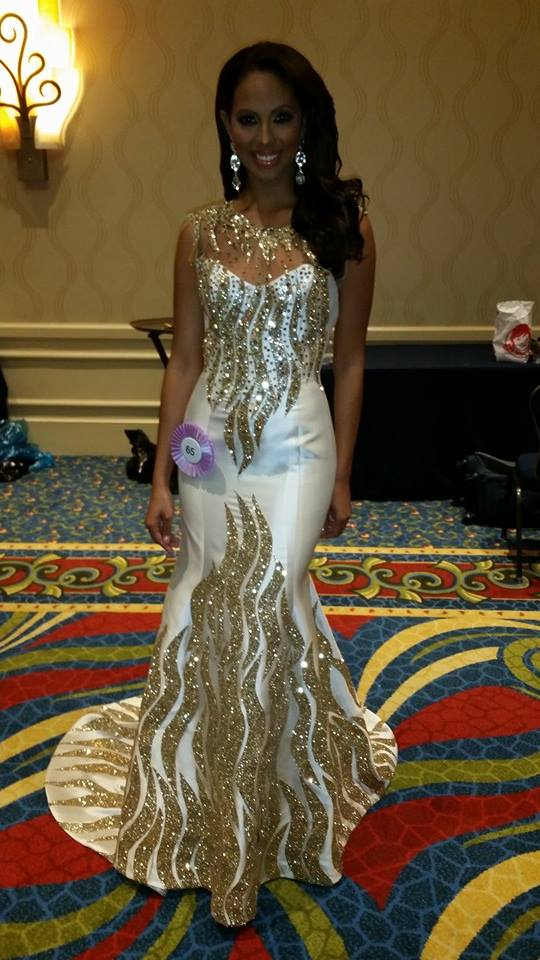
バレリー・エルナンデス（ミス・インターナショナル 2014）
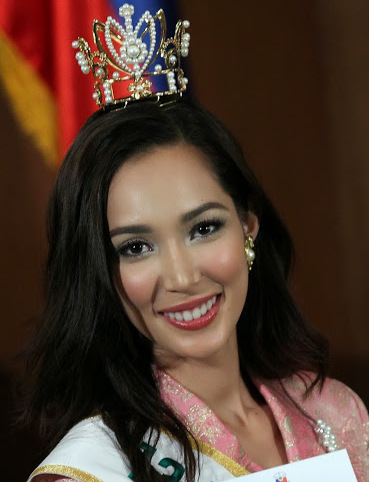
ベア・ローズ・サンチャゴ（ミス・インターナショナル 2013）
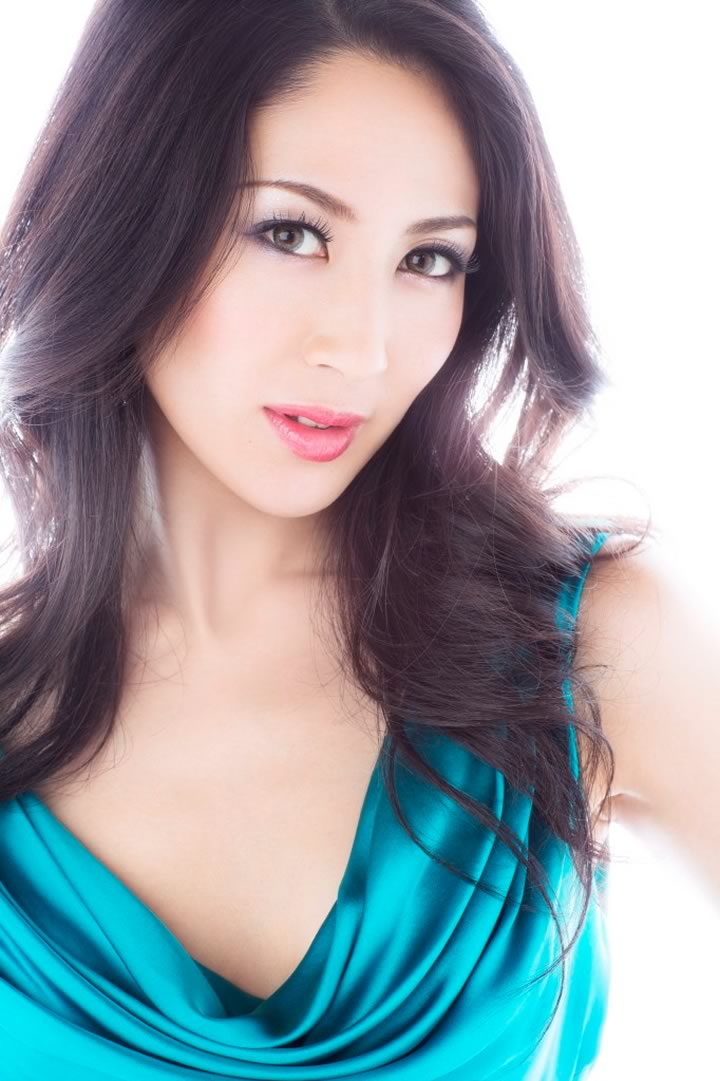
吉松育美（ミス・インターナショナル 2012）
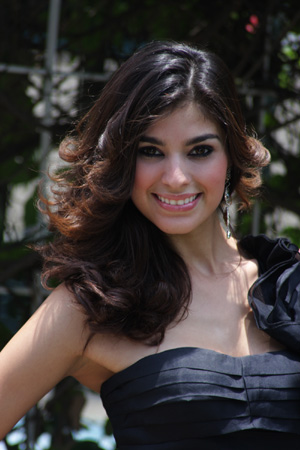
アナガブリエラ・エスピノサ（ミス・インターナショナル 2009）

## 優勝者出身国
2024年現在
| 優勝回数 | 国 |
| -------- | --- |
| 9        | ベネズエラ |
| 6        | フィリピン |
| 3        | コロンビア、オーストラリア、イングランド、アメリカ合衆国、スペイン、ポーランド、ドイツ |
| 2        | コスタリカ、ノルウェー、メキシコ、プエルトリコ |
| 1        | オランダ、アイスランド、アルゼンチン、ブラジル、ニュージーランド、フィンランド、ユーゴスラビア、フランス、グアテマラ、ギリシャ、ポルトガル、パナマ、レバノン、エクアドル、日本、インドネシア、タイ王国、ベトナム |

## 歴代の日本代表
当初は産業経済新聞社が日本大会を主催し、1962年（昭和37年）まではミス・ユニバース、ミス・ワールドの日本代表と共に選出されていた。
1963年（昭和38年）以後は「世界ビューティ・コングレス」（後に国際文化協会と改称）が主催している。
日本代表の成績は、2002年（平成14年）に3位入賞した漆島華が最高位だったが、2012年吉松育美がグランプリを受賞し、日本勢初のグランプリになった。
2002年度日本代表大会に加えここからは特別賞として2001年度「ミスWEBジェニック」を新設（初代は漆島華）。
2011年度を最後に、ミス・ワールド単体での日本代表決定コンクールは廃止され、2012年度は凖ミス・インターナショナル入賞者を3人に変更したうえで、その中から1人をミス・ワールドの日本代表に選出する方式が採用されたが、2013年度は派遣を廃止された（のちに別法人が日本代表の選出・派遣を行うことになり、日本代表の派遣は結果的に継続されることが決まる。この経緯は当該項目の詳述参照）。
なお、ミス・ワールド日本代表が国際文化協会主催時代には、ミス・インターナショナルの日本代表と同じデザインの襷（サッシュ）が贈呈されていた（主催者変更後はデザインが異なる）。
- 1960年（昭和35年） - 高木美智子　
  - TOP15入り
- 1961年（昭和36年） - 京藤敦子
- 1962年（昭和37年） - 牧かほる　
  - TOP15入り
- 1963年（昭和38年） - 清水静子
- 1964年（昭和39年） - 松井尚子　
  - TOP15入り
- 1965年（昭和40年） - 福島宏子　
  - 準ミス・瀬田壽子は美容家・山野愛子の六男・博敏と結婚[16][17]
- 1966年（昭和41年） - 佐々木裕子（美容家の公文裕子。世界大会中止。以後、日本代表は翌年の世界大会に参加。以下は世界大会の年次を示す。
- 1967年（昭和42年） - 佐々木裕子　
  - TOP15入り　ミス・フォトジェニック
- 1968年（昭和43年） - 砂見葉子　
  - TOP15入り
- 1969年（昭和44年） - 桶本明美（1968年7月20日、ミス・ワールド日本代表と合同で選考される。当時19歳、広島県大竹市在住の会社員。167センチ54キロ[18]。家事手伝いとする報道もある[15]）
  - TOP15入り
- 1970年（昭和45年） - 須田敏恵　
  - 4位入賞
- 1971年（昭和46年） - 米山礼子　
  - TOP15入り
- 1972年（昭和47年） - 為久優子　
  - TOP15入り
- 1973年（昭和48年） - 矢板美季　
  - TOP15入り
- 1974年（昭和49年） - 茂川秀子 （賀小美（樹れい子）は辞退[19]）　
  - TOP15入り
- 1975年（昭和50年） - 熊谷澄子　
  - TOP15入り
- 1976年（昭和51年） - 中村久美江　
  - 5位入賞
- 1977年（昭和52年） - 小島三恵子
- 1978年（昭和53年） - 田口淳子
- 1979年（昭和54年） - 羽場秀子　
  - 5位入賞
- 1980年（昭和55年） - 蒲原まゆみ　
  - TOP10入り　ミス・フレンドシップ
- 1981年（昭和56年） - 森脇美香　
  - TOP15入り
- 1982年（昭和57年） - 堤由起子[20]
- 1983年（昭和58年） - 藤田明美　
  - TOP15入り
- 1984年（昭和59年） - 上野順子　
  - TOP15入り
- 1985年（昭和60年） - 松本万貴子　
  - TOP15入り
- 1986年（昭和61年） - 小林利花　
  - TOP15入り　ミス・フレンドシップ
- 1987年（昭和62年） - 盛田弥生　
  - TOP15入り
- 1988年（昭和63年） - 江上有希　
  - TOP15入り
- 1989年（平成元年） - 小倉玉江（帝塚山学院大学1年[21]）
  - 準ミス・崎久保春美はミス・ワールド1988日本代表・崎久保和美の双子の姉[22]
- 1990年（平成02年） - 大西啓子　
  - TOP15入り
- 1991年（平成03年） - 高田美穂　
  - TOP15入り
- 1992年（平成04年） - 錦知子　
  - ミス・フレンドシップ（山口恵美は辞退）[23]
- 1993年（平成05年） - 柴崎雅代　
  - TOP15入り
- 1994年（平成06年） - 花村ともみ　
  - TOP15入り
- 1995年（平成07年） - 近藤由夏　
  - TOP15入り　ミス・フレンドシップ
- 1996年（平成08年） - 菅野安希子　
  - TOP15入り
- 1997年（平成09年） - 関さゆり　
  - TOP15入り   ミス・フォトジェニック
- 1998年（平成10年） - 平恵　
  - TOP15入り
- 1999年（平成11年） - 小野田加奈　
  - TOP15入り
- 2000年（平成12年） - 柴田加奈子
  - TOP15入り
- 2001年（平成13年） - 鈴木華子
  - TOP15入り
- 2002年（平成14年） - 漆島華
  - 3位入賞
  - 女優で同年準ミスの鳳恵弥（受賞時は田邉恵弥）は現在ミス・インターナショナル日本代表候補の指導者も務める
- 2003年（平成15年） - 松見早枝子
  - TOP12入り　ミス・フレンドシップ受賞
- 2004年（平成16年） - 川原多美子
  - TOP15入り
- 2005年（平成17年） - 石坂直美
  - TOP12入り
- 2006年（平成18年） - 櫻井麻美
  - TOP12 セミファイナリスト[24]
- 2007年（平成19年） - 白田久子
  - TOP15入り ミス・フォトジェニック受賞

- 2008年（平成20年） - 杉山恭子（Kyoco）
  - TOP12入り

- 2009年（平成21年） - 中山由香
  - TOP15入り　ミス・コンジェニアリティ受賞
- 2010年（平成22年） - 金ヶ江悦子
  - TOP15入り ミス・エレガンス受賞
- 2011年（平成23年） - 村山和実
- 2012年（平成24年） - 吉松育美
  - 日本人初のグランプリ　ミス・フォトジェニックも受賞
- 2013年（平成25年） - 高橋有紀子（元バレーボール選手の高橋有紀子は同姓同名の別人）
- 2014年（平成26年） - 本郷李來
- 2015年（平成27年） - 中川愛理沙
  - ミス・ナショナルコスチューム賞受賞[13]
- 2016年（平成28年） - 山形純菜（現・TBSアナウンサー）[25][26]
  - TOP15入り
- 2017年（平成29年） - 筒井菜月[27][28]
  - 5位入賞、ミス・ナショナルコスチューム賞も受賞
- 2018年（平成30年） - 杉本雛乃[29]
  - TOP8入り
- 2019年 - 岡田朋峰[30]
- 2020年 - 寺内千穂[31]
- 2021年 - 日本大会、世界大会ともに中止
  - ただし、2021年世界大会が実施される場合の日本代表は2021年度の選出大会が中止になったため、引き続き任期を延長する形で寺内が出場する予定だった。[32]
- 2022年 - 松尾綺子
- 2023年 - 米山珠央
- 2024年 - 能﨑愛